# Joannes Meyssens

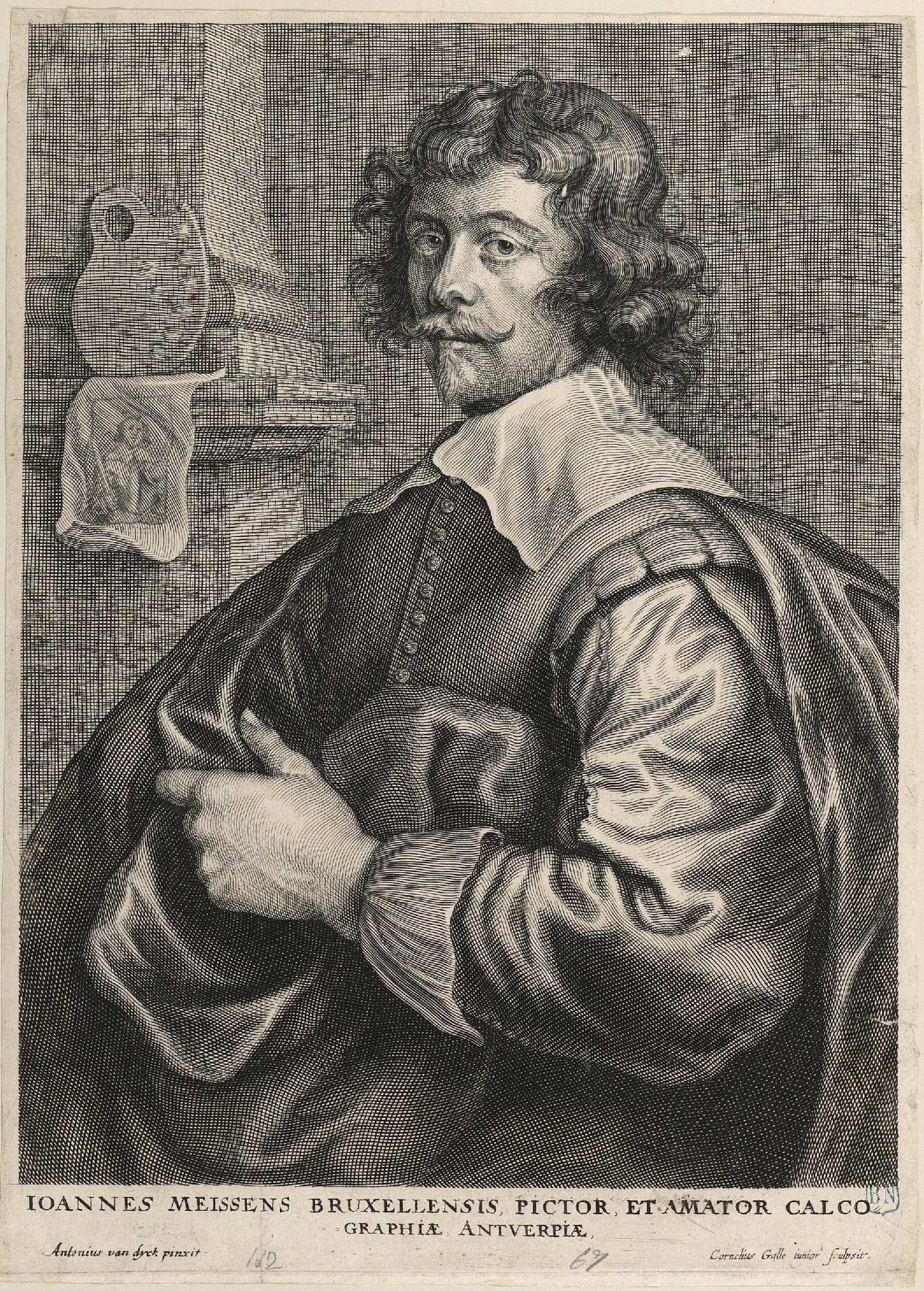
Retrato de Joannes Meyssens. Aguafuerte y buril de Cornelis Galle II por pintura de Anton van Dyck. Biblioteca Nacional de España.

Joannes Meyssens (Bruselas, 1612-Amberes, 1670) fue un pintor, grabador, editor y marchante de arte flamenco.
Nacido en Bruselas el 17 de mayo de 1612, se formó en el taller del retratista Nicolaus van der Horst, pintor de la corte de Bruselas, donde en 1634 obtuvo el título de maestro. En 1639 marchó a Amberes, registrándose como maestro en el  gremio de San Lucas local en el curso 1640-1641. Casado con Anna Jacobs, fue padre del también grabador Cornelis Meyssens.
Joannes Meyssens es conocido principalmente por la colección de retratos que reunió con el título Image de divers hommes d'esprit sublime qui par leur art et science devront vivre eternellement et des quels la lovange et renommée faict estonner le monde, obra editada en Amberes en 1649 por  Iean Meyssens peinctre et vendeur de lart, continuada y ampliada, al parecer a instancias del propio Meyssens por Cornelis de Bie en Het gulden cabinet vande edele vry schilder-const (El gabinete de oro del noble y liberal arte de la pintura), Amberes, 1662.
Colaboró también con Anton van Dyck en la Iconografía, para la que proporcionó el retrato por pintura del propio Van Dyck de François van der Ee, gobernador de Bruselas, y algunos de sus retratos grabados se encuentran en colecciones de las que fue editor, como Les pourtraicts des souverains, princes et comtes de Hollande, Amberes, 1662, y las Effigies de forestiers et comtes de Flandres, Amberes, 1663, pero esta intensa actividad editorial, al parecer, le apartó de la práctica de la pintura, una actividad de la que tan solo se conoce de su mano actualmente una pequeña grisalla con el retrato del conde Enrique de Nassau, gobernador de Hulst (La Haya, palacio Noordeinde).